# Michael McKay
Michael Scott McKay (conocido como Mike McKay; Melbourne, 30 de septiembre de 1964) es un deportista australiano que compitió en remo.
Participó en cinco Juegos Olímpicos de Verano, obteniendo en total cuatro medallas, oro en Barcelona 1992 (cuatro sin timonel), oro en Atlanta 1996 (cuatro sin timonel), plata en Sídney 2000 (ocho con timonel) y bronce en Atenas 2004 (ocho con timonel), y el quinto lugar en Seúl 1988, en ocho con timonel.
Ganó cinco medallas en el Campeonato Mundial de Remo entre los años 1986 y 1998.
En 1987 fue condecorado con la Medalla de la Orden de Australia (OAM).

## Palmarés internacional
| Juegos Olímpicos   | Juegos Olímpicos         | Juegos Olímpicos  | Juegos Olímpicos   |
| Año                | Lugar                    | Medalla           | Prueba             |
| ------------------ | ------------------------ | ----------------- | ------------------ |
| 1992               | Barcelona (España)       | Medalla de oro    | Cuatro sin timonel |
| 1996               | Atlanta (Estados Unidos) | Medalla de oro    | Cuatro sin timonel |
| 2000               | Sídney (Australia)       | Medalla de plata  | Ocho con timonel   |
| 2004               | Atenas (Grecia)          | Medalla de bronce | Ocho con timonel   |
| Campeonato Mundial |                          |                   |                    |
| Año                | Lugar                    | Medalla           | Prueba             |
| 1986               | Nottingham (Reino Unido) | Medalla de oro    | Ocho con timonel   |
| 1990               | Tasmania (Australia)     | Medalla de oro    | Cuatro sin timonel |
| 1991               | Viena (Austria)          | Medalla de oro    | Cuatro sin timonel |
| 1998               | Colonia (Alemania)       | Medalla de oro    | Cuatro con timonel |
| 1998               | Colonia (Alemania)       | Medalla de plata  | Dos sin timonel    |